# ダイナマイト (SMAPの曲)
「ダイナマイト」は、SMAPの24作目のシングル。1997年2月26日にビクターエンタテインメントから発売された。

## 概要
フジテレビ系バラエティ『SMAP×SMAP』のテーマソング。前々作『青いイナズマ』、前作『SHAKE』に続き3作連続でのリリース。
「ダイナマイト」は1997年8月6日発売のアルバム『SMAP 011 ス』、2001年3月23日発売のベストアルバム『Smap Vest』、2016年12月21日発売のベストアルバム『SMAP 25 YEARS』に、別ヴァージョンとしては2005年7月27日発売のアルバム『SAMPLE BANG!』に「ダイナマイト（MJ COLE REMIX）」として収録されている。
ミュージック・ビデオは街中を走るトラックの荷台でSMAPが歌っているところを撮影。ただしフルコーラスの尺では作られていない。2002年9月21日発売の『Clip! Smap!』でも確認できる。
メンバーでは香取慎吾のみソロパートが与えられている。これは、前々作の青いイナズマで、当初ソロパートが与えられる予定だったが香取が未成年であったことから見送られ、香取が同年1月に成人したことにより、メンバー全員が成人を迎えて、大人なSMAPになるという記念的な意味合いも込められているという。SMAPのシングル楽曲で木村拓哉以外のメンバーただ1人だけにソロパートが存在しているものは、2016年に解散するまでこの楽曲がただ唯一である。
フジテレビ系『めちゃ×2イケてるッ!』のコーナー「単位上等!爆走数取団」でBGMとして使用されていた。

## チャート成績
- 1997年3月10日付のオリコン週間シングルチャートで、初週24.3万枚を売り上げた。
- 累計売上は73.1万枚（オリコン調べ）。
- 2016年9月時点でのシングルの累計出荷枚数は95万枚で、SMAPのシングルとしては歴代5位[3]。

## 収録曲
1. ダイナマイト
作詞：森浩美 / 作曲・編曲：小森田実
  - フジテレビ系『SMAP×SMAP』テーマソング。
2. Fool On The Hill
作詞：相田毅 / 作曲：Face 2 fAKE / 編曲：CHOKKAKU
3. ダイナマイト（music track）
4. Fool On The Hill（music track）

## 収録アルバム
- SMAP 011 ス（#1）
- Smap Vest（#1）
- SAMPLE BANG!（#1）
  - リミックス・バージョンを収録。
- SMAP 25 YEARS（#1）